# Klaus vom Bruch
Klaus vom Bruch (nacido en 1952 en Colonia es un artista multimedia alemán considerado uno de los pioneros del videoarte alemán.

## Biografía
Vom Bruch estudió arte conceptual en el Instituto de Artes California con John Baldessari desde 1975 hasta 1976 y filosofía en la Universidad de Colonia desde 1976 hasta 1980. Con Ulrike Rosenbach y Marcel Odenbach formó parte del grupo artístico ATV. Uno de sus primeros vídeos, «Schleyerband», contiene fragmentos de televisión de 1977 y 1978, con material de la Facción del Ejército Rojo. Desde 1992 hasta 1998 enseñó arte de los medios de comunicación en la Universidad de Artes de Karlsruhe (Hochschule für Gestaltung). Desde 1999 es profesor de arte de los medios de comunicación en la Academia de Bellas Artes de Múnich. En 2000 fue profesor visitante en la Universidad de Columbia en Nueva York.

## Exposiciones
- Bienal de Venecia, 1984
- Düsseldorf, Von hier aus, 1984
- Nueva York, Nuevo Museo de Arte Contemporáneo, 1986[2]
- "Coventry War Requiem" (video installation); Kassel, documenta 8, 1987[3]
- Long Beach, California, 1988[4]